# سهل هبرة
سهل هبرة سهل يقع بالغرب الجزائري وبشمال ولاية معسكر ويتميز السهل بزراعة الحمضيات والزيتون وبجودة عالية

## جغرافيا

### بلديات السهل
- بوهني
- سيدي عبد المومن
- مقطع دوز
- المحمدية

## تاريخ
كان سهل هبرة، الذي كان خلال سنوات السبعينيات من القرن الماضي يضم 19 ألف هكتار من الأشجار تواجدت به من قبل و17 مصنعا للصناعات التحويلية، اندثرت كلها مع تقلص المساحات. كما كان يشغل ما بين 30 إلى 35 ألف عامل بصفة دائمة وحوالي 45 موسميا، لدرجة أن المعمر الفرنسي كان إبان الاستعمار يسدد جزءا من ديونه من سهل برتقال المحمدية وعنب عين تموشنت.

## اقتصاد
يعد السهل مصدر هاما لإنتاج الحمضيات والزيتون إضافة لتوفير مناصب شغل ولو موسمية للعديد من آلاف العمال

## تحديات

### الجفاف
يشكل الجفاف هاجسا حقيقيا لسهل هبرة بسبب تذبذب سقوط الأمطار ومن جهة أخرى مشكل الري بالماء المعالج للسقي الأراضي الزراعية من سد فرقوق